# Cyclopia
Cyclopia és una característica d'albedo a la superfície de Mart, localitzada amb el sistema de coordenades planetocèntriques a -4.94 ° latitud N i 130 ° longitud E. El nom va ser aprovat per la UAI l'any 1958 i fa referència a Ciclòpia, terra habitada per ciclops